# 9nine (アルバム)
『9nine』（ナイン）は、9nineの3枚目のスタジオ・アルバム。2012年3月7日にSME Recordsから発売された。

## 概要
リニューアル後初のアルバムでSME Records移籍以後のシングル曲を全て収録。『通常盤』のほか、これまでのミュージック・ビデオを収録したDVDと2枚組の『初回生産限定盤A』、24Pフォトブックレットが付いた『初回生産限定盤B』の3形態で発売。
今作でオリコンウィークリーアルバムチャート初週8位にランクイン。リニューアル後、ひいては結成以来初のトップ10入りを果たした。

## 収録曲
1. Fly [4:14]
作詞：Takashi Morisawa
作曲：kaji
編曲：大西省吾
2. 少女トラベラー [4:42]
作詞：tzk
作曲・編曲：高橋浩一郎
3. チクタク☆2NITE [3:36]
作詞・作曲：サイトウヨシヒロ
編曲：高橋浩一郎
4. 夏 wanna say love U [4:23]
作詞：tzk
作曲・編曲：高橋浩一郎
5. koizora [4:38]
作詞：神田怜鴎
作曲：浅見武男
編曲：古川貴浩
6. オレンジ days [4:56]
作詞：前澤希
作曲：楠野功太郎
編曲：成瀬裕介
7. Cross Over [4:46]
作詞：前澤希
作曲：古川貴浩
編曲：釣俊輔
8. too blue [4:38]
作詞：Mary Tan
作曲・編曲：鈴木ともよし
9. Love me? [3:47]
作詞：U-ka
作曲：鈴木ともよし
編曲：高橋浩一郎
10. ダーリン、ダーリン [4:02]
作詞：空谷泉身
作曲・編曲：田中隼人
11. #girls [3:59]
作詞：tzk
作曲：田中類
編曲：倉内達矢
12. SHINING☆STAR [3:37]
作詞・作曲：網本ナオノブ
編曲：大西省吾

Bonus Track
1. 9nine o'clock [5:58]
作詞：tzk
作曲・編曲：南田健吾

## 初回特典
初回生産限定盤A
- DVD
  1. Cross Over（Music Video）
  2. SHINING☆STAR（Music Video）
  3. 夏 wanna say love U（Music Video）
  4. チクタク☆2NITE（Music Video）
  5. 少女トラベラー（Music Video）
  6. 9nine誕生の軌跡

初回生産限定盤B
- 24Pフォトブックレット

各種共通特典
- オリジナルトレカ（全6種+超レア1種）